# Zhou Yanxin
Zhou Yanxin (3 november 1990) is een Chinese zwemster.

## Carrière
Bij haar internationale debuut, op de Aziatische Spelen 2010 in Guangzhou, eindigde Zhou als vierde op de 200 meter rugslag. Op de wereldkampioenschappen kortebaanzwemmen 2010 in Dubai veroverde de Chinese de bronzen medaille op de 200 meter rugslag.
In Shanghai nam Zhou deel aan de wereldkampioenschappen zwemmen 2011, op dit toernooi werd ze uitgeschakeld in de halve finales van de 50 meter rugslag.
Tijdens de wereldkampioenschappen kortebaanzwemmen 2012 in Istanboel strandde de Chinese in de halve finales van zowel de 50 als de 100 meter rugslag, op de 4x100 meter wisselslag eindigde ze samen met Sun Ye, Lu Ying en Tang Yi op de vijfde plaats. 

## Internationale toernooien
| Jaar | Olympische Spelen | WK langebaan    | WK kortebaan                                         | PanPacs       | Aziatische Spelen |
| ---- | ----------------- | --------------- | ---------------------------------------------------- | ------------- | ----------------- |
| 2010 |                   |                 | 200m rugslag                                         | geen deelname | 4e 200m rugslag   |
| 2011 |                   | 11e 50m rugslag |                                                      |               |                   |
| 2012 | geen deelname     |                 | 13e 50m rugslag 9e 100m rugslag 5e 4x100m wisselslag |               |                   |

## Persoonlijke records
Bijgewerkt tot en met 9 november 2011
Kortebaan
| Afstand      | Tijd    | Datum            | Plaats |
| ------------ | ------- | ---------------- | ------ |
| 050m rugslag | 27,03   | 8 november 2011  | Peking |
| 100m rugslag | 57,78   | 9 november 2011  | Peking |
| 200m rugslag | 2.03,22 | 17 december 2010 | Dubai  |

Langebaan
| Afstand      | Tijd    | Datum        | Plaats   |
| ------------ | ------- | ------------ | -------- |
| 050m rugslag | 28,24   | 27 juli 2011 | Shanghai |
| 100m rugslag | 1.00,99 | 1 april 2009 | Shaoxing |
| 200m rugslag | 2.09,64 | 1 april 2009 | Shaoxing |